# Špionica Gornja
Špionica Gornja je naseljeno mjesto u sastavu općine Srebrenik, Federacija Bosne i Hercegovine, BiH.

## Povijest
Do 1955. zvala se je Špionica Srpska. Iz nje je 1981. izdvojen dio naselja čime je upravno stvoreno novo naselje Špionica Centar.

## Stanovništvo
| Špionica Gornja    |              |                |                |
| godina popisa      | 1991.        | 1981.          | 1971.          |
| Srbi               | 607 (83,60%) | 1.176 (82,75%) | 1.329 (96,72%) |
| Muslimani          | 64 (8,81%)   | 52 (3,65%)     | 22 (1,60%)     |
| Hrvati             | 13 (1,79%)   | 1 (0,07%)      | 2 (0,14%)      |
| Jugoslaveni        | 15 (2,06%)   | 26 (1,82%)     | 0              |
| ostali i nepoznato | 27 (3,71%)   | 166 (11,68%)   | 21 (1,52%)     |
| ukupno             | 726          | 1.421          | 1.374          |